# Du Bắc
Du Bắc (chữ Hán giản thể:渝北区, Hán Việt: Du Bắc khu) là một quận thuộc thành phố trực thuộc trung ương Trùng Khánh, Cộng hòa Nhân dân Trung Hoa. Quận này có diện tích 1452 km2, dân số người 880.000 người (2006). Về mặt hành chính, quận Du Bắc có 11 nhai đạo và 22 trấn. Sân bay quốc tế Giang Bắc Trùng Khánh nằm ở trấn Lưỡng Lộ thuộc quận này.